# Ieder met zijn vlag
Ieder met zijn vlag is een Nederlandstalig liedje van de Belgische artiest Johan Verminnen uit 1970.
Het nummer verscheen op het album Johan Verminnen 1 uit hetzelfde jaar.
De B-kant van deze debuutsingle was het liedje Vogel Zonder Vleugels.

## Meewerkende artiesten
- Producer:
  - Jean Kluger
- Muzikanten:
  - Johan Verminnen (zang)
  - Willy Albimoor (dirigent)